# Independence Park
L’Independence Park est un complexe sportif  situé à Kingston en Jamaïque, construit pour les Jeux du Commonwealth de 1966. L’infrastructure comprend le stade National (National Stadium), une piscine olympique et bassin de plongeon d'un capacité de 8 500 places, la National Stadium pool, l'arène Nationale (National Arena) et la National Indoor Arena
Une statue de Bob Marley marque l'entrée du site.

## National Stadium

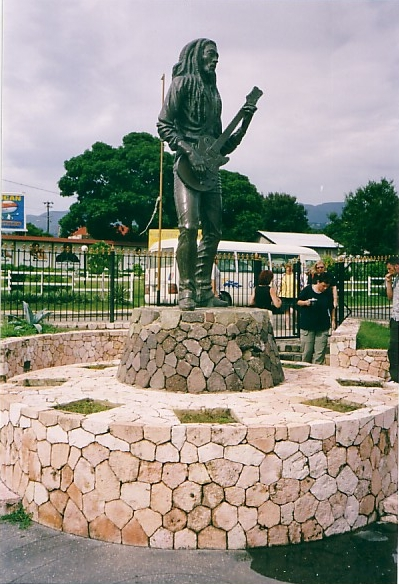
Statue de Bob Marley à l'entrée du stade

Il est utilisé principalement pour le football mais est aussi considéré comme le plus beau stade d'athlétisme de la Caraïbe.
Il est construit, de 1960 à 1962 par l'architecte Wilson Chong, pour accueillir les neuvièmes Jeux d'Amérique centrale et des Caraïbes en août 1962. L'enceinte est également connu sous le nom de « The office », il a une capacité de 35 000 places et comprend également une piste d’athlétisme qui accueille chaque année les compétitions scolaires et les meetings nationaux.
Son histoire se conjugue avec celle de la Jamaïque, c'est dans ce stade qu'a été baissé pour une dernière fois l'Union Jack, le 6 août 1962. De nombreuses compétitions sportives internationales ont également eu lieu au National Stadium, les Jeux du Commonwealth de 1966 et les championnats du monde juniors d'athlétisme 2002. À cette occasion, le stade est rénové pour un montant de 30 millions de dollars US. Il est également rénové à l'occasion des cérémonies des cinquante ans de l'indépendance.
La première rencontre disputée par l'équipe nationale a lieu le 7 juillet 1962 contre les Antilles néerlandaises, les deux équipes se séparent sur un match nul quatre partout. La plus large victoire de l'équipe dans le stade a lieu le 24 novembre 2004 lors des éliminatoires de la Coupe caribéenne des nations 2005. Les « Reggae Boyz » s'imposent sur Saint-Martin sur le score de douze à zéro.

## National Stadium pool
La piscine olympique comprend un bassin de 50 mètres ainsi qu'un bassin additionnel de 25 mètres, elle est rénovée en 2012 en vue d'accueillir les championnats Carifta de natation 2013.

## National Arena
Cette arène a été construite pour héberger les compétitions d'haltérophilie et de lutte des Jeux du Commonwealth de 1966. Elle avait une capacité de 3 000 à son ouverture en 1963.
Elle accueille des manifestations commerciales et a été utilisé par la police jamaïcaine comme lieu de détention en 2010 lors de l’état d'urgence dans le pays.

## National Indoor Arena
Elle est construite pour héberger le championnat du monde de netball de 2003. Elle a une capacité de 6 000 à son ouverture en 2002. Elle a accueilli en 2011 le championnat Panaméricain junior de badminton